# Източноказахстанска област
Източноказахстанска област (на казахски: Шығыс Қазақстан облысы; на руски: Восточно-Казахстанская область) е една от 14-те области на Казахстан. Площ 283 226 km² (3-то място по големина в Казахстан, 10,4% от нейната площ). Население на 1 януари 2019 г. 1 378 527 души (3-то място по население в Казахстан, 7,51% от нейното население). Административен център град Уст Каменогорск. Разстояние от Астана до Уст Каменогорск 1026 km.

## Историческа справка
Най-старият град в Източноказахстанска област е град Семей утвърден за град през 1782 г. под името Семипалатинск. През 1720 г. е основана крепостта Уст Каменная. Възникналото край нея казашко селище се превръща в станица, която през 1868 г. е преобразувана в град Уст Каменогорск. Останалите 8 града в областта са признати за такива по време на съветската власт в периода от 1934 г. (Ридер, от 1941 до 1997 г. Лениногорск) до 1963 г. (Шар). Източноказахстанска област е образувана на 10 март 1932 г. с областен център град Семипалатинск. На 14 октомври 1939 г. от западните райони на областта се образува Семепалатинска област с център град Семипалатинск, а град Уст Каменогорск става център на Източноказахстанска област. На 3 май 1997 г. Семипалатинска област е закрита и територията ѝ е присъединена към Източноказахстанска област.

## Географска характеристика

### Географско положение, граници, големина
Източноказахстанска област заема най-източната част на Казахстан. На север граничи с Алтайски край и Република Алтай на Русия, на изток – със Синдзян-уйгурски автономен регион на Китай, на юг – с Алматинска област, на запад – с Карагандинска област и на северозапад – с Павлодарска област. В тези си граници заема площ от 283 226 km² (3-то място по големина в Казахстан, 10,4% от нейната площ). Дължина от запад на изток 750 km, ширина от север на юг 600 km.

### Релеф
Източноказахстанска област има разнообразен релеф, на изток предимно планински и силно пресечен, а на запад хълмист и равнинен. Дяснобрежието на река Иртиш е заето от хребети, плата и междупланински котловини на планината Алтай, прорязани от дълбоки речни долини. Най-големите височини са на североизток в Катунския хребет (връх Белуха 4506 m (49°48′25″ с. ш. 86°25′23″ и. д. / 49.806944° с. ш. 86.423056° и. д.). Хребетите на Руден Алтай – Убински, Ивановски и Улбински превишанат 2000 m, а хребетите на Южен Алтай – Курчумски, Саримсакти, Наримски, Южен Алтай и др. превишават 3000 m. Във всички тях има множество ледници. Южно от Алтай се простира обширната Зайсанска котловина, ограничена от юг от планините Тарбагатай (връх Тастау 2992 m) и Саур.
Голяма част от западните райони на областта (бившата Семипалатинска област) е заета от източните разклонения на Казахската хълмиста земя, в която от северозапад на югоизток се простира ниския хребет Чингизтау (1100 – 1300 m), преминаващ на изток в планината Тарбагатай. На североизток Казахската хълмиста земя е ограничена от Калбинския хребет и западната част на Зайсанската котловина с езерото Зайсан. Крайната северозападна част на областта (на север от река Иртиш) е заета от Прииртишката равнина с височина 200 – 300 m.

### Климат
Климатът е рязко континентален, с продължителна и студена зима и горещо и сухо лято. Средна януарска температура в равнинните части от -12,8 °C на юг до -16,9 °C на север и до -26 °C на изток в затворените планински котловини. Средната юлска температура се колебае от 19,6 °C на север до 23,8 °C на югоизток. Характерни явления през зимата са снежните виелици, а през лятото прашните бури. Годишната сума на валежите варира от 350 – 380 mm на североизток до 250 – 300 mm на югоизток (в Зайсанската котловина падат до 129 mm), а по западните склонове на алтайските хребети се увеличават до 1000 – 1500 mm. Максимумът на валежите е в края на пролетта и началото на лятото. Продължителността на вегетационния период (минимална денонощна температура 5 °C) е от 169 – 176 денонощия на северозапад до 190 – 198 денонощия на югоизток. Обилните валежи заедно с продължителния вегетационен период в предпланинските райони дава възможност за развитие на земеделието без използване на напояване.

### Води
В източната част на Източноказахстанската област речната мрежа е гъста, а в западната и югозападната – значително разредена. Главната река е Иртиш, която пресича североизточната и северната част на областта от югоизток на северозапад. Основните ѝ притоци са: Курчум, Нарим, Бухтарма, Улба, Уба, Кокпекти, Шар, Къзълсу, Мукър, Шаган и др. В южната част на областта текат реките: Баканас, Аягуз и др. от басейна на езерото Балхаш; Каракол, Урджар, Емел и др. от басейна на Алаколските езера. В източната част подхранването на реките е снежно и ледниково-снежно, а в останалите райони – предимно снежно. На територията на областта са разположени няколко големи сладководни и солени езера: Зайсан (превърнато в голямо водохранилище), Маркакол, Сасъккол (и трите сладководни), Алакол и Жаланашкол (солени).

### Почви, растителност, животински свят
В зависимост от почвената и растителната покривка територията на Източноказахстанска област може условно да се раздели на две обособени части – източна и западна.
В източната част за почвената и растителната покривка е характерна вертикалната зоналност. В предпланинските равнини северно от река Иртиш са развити коилово-тревисти степи върху черноземни почви, а южно, на левия бряг на Иртиш, преобладава коилово-типчакова растителност върху тъмнокафяви почви. В Зайсанската котловина е развита коилово-типчакова растителност върху светло кестеняви почви и пелиново-биюргунова растителност върху кафяви почви, като се срещат и петна със солонци и солончаци. Централната част на котловината е заета от големи пясъчни масиви. Най-долният горски пояс е зает от планински степи, нагоре следва планинско-горският пояс, съставен от бреза, осика, топола, ела, смърч, лиственица, кедър. На височина 2000 – 3000 m са разположени субалпийски и алпийски пасища. Най-богат животински свят има в горския пояс (светъл пор, язовец, белка, марал (в горното течение на река Бухтарма). Река Иртиш, езерото Зайсан и планинските реки са богати на различни видове риби.
В западната част за почвената и растителната покривка е характерна хоризонталната зоналност. Северните райони на западната част са заети от тревисти степи, развити върху тъмно кестеняви почви и това е основният район на областта с неполивно земеделие. Тук има обширни пясъчни масиви с дълги пояси от борови гори, а по заливната тераса на река Иртиш – ливади и пасища в съобщества от топола, офика, върба. На юг следват пелиново-тревисти степи върху светло кестеняви почви с петна от солонци и солончаци. Най-на юг са развити пелинови и пелиново-солянкови пустини върху сиви и кафяви почви, а в Алаколската котловина има обширни пространства заети от пясъци, солонци и солончаци. В Калбинския хребет, Чингизтау и Тарбагатай от 500 – 600 m нагоре има тревисто-храстови степи, след това редки горички от бреза и осика върху планински кестеняви и планински черноземни почви, преминаващи в Тарбагатай в тревисти пасища, развити върху планинско-ливадни почви. Степите се обитават предимно от гризачи: червенобузест лалугер, степна и полска мишка, хамстер, заек, а също вълк, лисица, степен пор, язовец, сайга и др. Птичият свят е представен от дропла, различни видове чучулиги и др. и много влечуги – гущери, змии. В боровите гори край Иртиш се срещат белка, хермелин, невестулка, а в Тарбагатай и Калбинския хребет, – мечка, сив мармот, норка, рис, сърна, глиган. Покрай водните басейни гнездят множество прелетни птици – гъски, патки и др.

## Население
На 1 януари 2019 г. населението на Източноказахстанска област област е наброявало 1 378 527 души (7,5% от населението на Казахстан). Гъстота 4,86 души/km². Етнически състав: казахи 60,56%, руснаци 36,02%, татари 1,18%, немци 0,95% и др.

## Административно-териториално деление
В административно-териториално отношение Източноказахстанска област се дели на 15 административни района, 10 града, в т.ч. 4 града с областно подчинение и 6 града с районно подчинение, 24 селища от градски тип и 5 градски района (2 района в Уст Каменогорск и 3 района в Семей).
| Административна единица    | Площ (km²) | Население (2019 г.) | Административен център | Население (2019 г.) | Разстояние до Уст Каменогорск (в km) | Други градове и сгт с районно подчинение                       |
| -------------------------- | ---------- | ------------------- | ---------------------- | ------------------- | ------------------------------------ | -------------------------------------------------------------- |
| Град с областно подчинение |            |                     |                        |                     |                                      |                                                                |
| 1. Курчатов                | 110        | 12 408              | гр. Курчатов           | 12 408              | 300                                  |                                                                |
| 2. Ридер                   | 78         | ?                   | гр. Ридер              | 57 107              | 121                                  | Улба                                                           |
| 3. Семей                   | 237        | ?                   | гр. Семей              | 323 138             | 261                                  | Шаган, Шулбинск                                                |
| 4. Уст Каменогорск         | 540        | ?                   | гр. Уст Каменогорск    | 343 779             | -                                    |                                                                |
| Административен район      |            |                     |                        |                     |                                      |                                                                |
| 1.Абайски район            | 20 093     | 14 418              | с. Карааул             | 5407                | 449                                  |                                                                |
| 2.Аягозски район           | 49 558     | 72 695              | гр. Аягоз              | 9849                | 307                                  | Актогай                                                        |
| 3.Бескарагайски район      | 11 400     | 18 689              | с. Бескарагай          | 4379                | 318                                  |                                                                |
| 4.Бородулихински район     | 6990       | 35 925              | с. Бородулиха          | 4515                | 212                                  | Жезкент                                                        |
| 5.Глубоковски район        | 7300       | 61 948              | сгт Глубокое           | 9652                | 24                                   | Алтайски, Белоусовка, Верхнеберезовски, Карагужиха             |
| 6.Жармински район          | 22 600     | 38 048              | с. Калбатау            | 9852                | 115                                  | гр. Шар, Ауезов, Жангизтобе, Жарма, Суъкбулак                  |
| 7.Зайсански район          | 10 500     | 36 979              | гр. Зайсан             | 16 251              | 455                                  |                                                                |
| 8.Алтайски район           | 10 500     | 66 374              | гр. Алтай              | 36 116              | 185                                  | гр. Серебрянск, Зубовск, Новая Бухтарма, Октябърски, Прибрежни |
| 9.Катон-Карагайски район   | 13 167     | 23 141              | с. Улкен-Нарин         | 4392                | 268                                  |                                                                |
| 10.Кокпектински район      | 14 575     | 28 260              | с. Кокпекти            | 4189                | 202                                  |                                                                |
| 11.Куршимски район         | 23 200     | 24 343              | с. Куршим              | 7287                | 280                                  |                                                                |
| 12.Тарбагатайски район     | 23 732     | 38 852              | с. Аксуат              | 4901                | 350                                  |                                                                |
| 13.Улански район           | 9610       | 39 178              | сгт Касим Кайсенов     | 3966                | 15                                   | Асубулак, Белогорски, Огневка,                                 |
| 14.Урджарски район         | 23 400     | 73 760              | с. Урджар              | 13 102              | 478                                  |                                                                |
| 15.Шемонаихински район     | 4000       | 43 736              | гр. Шемонаиха          | 18 211              | 130                                  | Первомайски, Уст Таловка                                       |